# Leuconitocris obereoides
Leuconitocris obereoides é uma espécie de escaravelho da família Cerambycidae.  Foi descrito por Stephan von Breuning em 1956.

## Subespécies
- Dirphya obereoides obereoides (Breuning, 1956)
- Dirphya obereoides zambicola Téocchi, Jiroux & Sudre, 2004